# Barbara Tuchman
Barbara Wertheim Tuchman (Nueva York, 30 de enero de 1912-Greenwich, Connecticut; 6 de febrero de 1989) fue una historiadora, periodista y escritora estadounidense. Ganó dos veces el Premio Pulitzer, la primera por Los cañones de agosto (1962) un best-seller sobre el preludio y el primer mes de la Primera Guerra Mundial, y el segundo por Stilwell y la experiencia americana en China (1971), una biografía del general Joseph Stilwell.
Hija del banquero Maurice Wertheim, era nieta de Henry Morgenthau, también banquero y embajador de Woodrow Wilson en el Imperio otomano.
Barbara Wertheim recibió su licenciatura en Artes de la Universidad de Radcliffe en 1933.
En 1939 contrajo matrimonio con Lester R. Tuchman, un médico internista, investigador y profesor de medicina clínica en la Escuela de Medicina del Hospital Monte Sinaí de Nueva York. Tuvieron tres hijas (una de ellas fue Jessica Mathews).
Entre 1934 y 1935 trabajó como asistente de investigación en el Instituto de Relaciones del Pacífico (Institute of Pacific Relations) en Nueva York y Tokio, y luego, antes de dedicarse a la escritura, comenzó una carrera como periodista como ayudante de redacción de The Nation (del cual su padre era el propietario) y corresponsal estadounidense para el New Statesman de Londres, el Centro de Noticias del Lejano Oriente y la Oficina de Información de Guerra de Estados Unidos (1944-45). 

## Obras en español
- La política británica perdida: Gran Bretaña y España desde 1700 (1938).
- Biblia y la espada: Inglaterra y Palestina de la Edad del Bronce a Balfour 1956. Sobre el desempeño de Inglaterra en Palestina a lo largo de los siglos.
- Los cañones de agosto: treinta y un días de 1914 que cambiaron la faz del mundo. Ediciones Península. 2007. ISBN 978-84-8307-644-6.
- Un espejo lejano: el calamitoso siglo XIV. Círculo de Lectores. 2002. ISBN 978-84-226-9148-8. un panorama de la Europa medieval.
- La torre del orgullo: una semblanza del mundo antes de la Primera Guerra Mundial. Ediciones Península. 2007. ISBN 978-84-8307-782-5.
- El telegrama Zimmermann. Editorial Argos Vergara. 1979. ISBN 978-84-7017-773-6., el telegrama Zimmerman fue un incidente clave que provocó el ingreso de Estados Unidos en la Primera Guerra Mundial, 1958
- Cómo se escribe la historia. Editorial Gredos. 2009. ISBN 978-84-249-3591-7.
- Marcha de la Locura: La Sinrazón Desde Troya Hasta Vietnam, Fondo de Cultura Económica, 1989, ISBN 9789681631550

## Investigadora y periodista

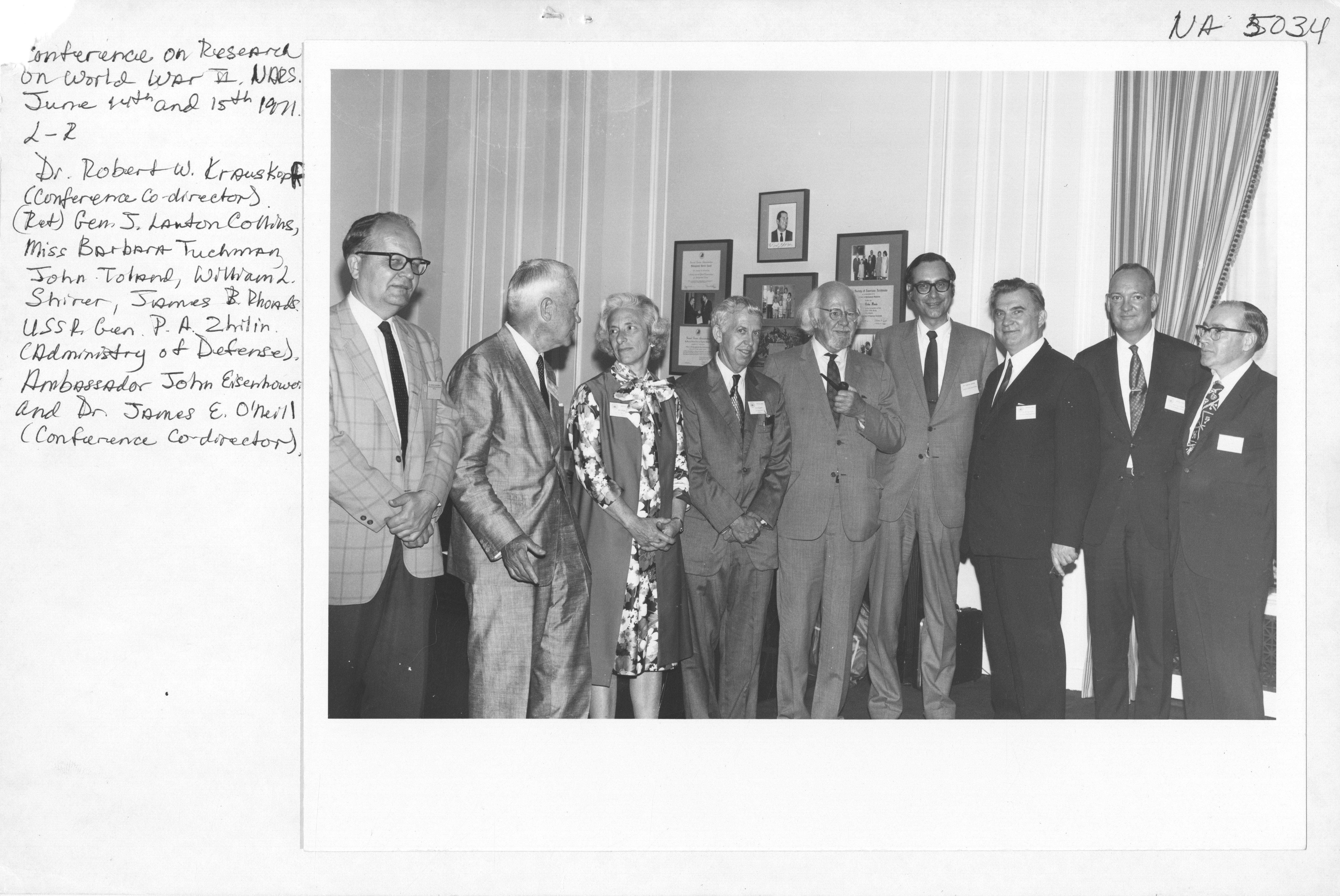
Conferencia sobre la investigación de la Segunda Guerra Mundial, 14 y 15 de junio de 1971.

Tras su graduación, Wertheim trabajó como asistente de investigación voluntaria en el Instituto de Relaciones con el Pacífico de Nueva York, pasando un año en Tokio en 1934-35, incluyendo un mes en China, y regresando después a Estados Unidos a través del ferrocarril transiberiano hasta Moscú y luego a París. También colaboró con The Nation como corresponsal hasta la venta de la publicación por parte de su padre en 1937, viajando a Valencia y Madrid para cubrir la guerra civil española. De su experiencia española surgió un primer libro, The Lost British Policy: Britain and Spain Since 1700, publicado en 1938.
En 1940 Wertheim se casó con Lester R. Tuchman, internista, investigador médico y profesor de medicina clínica en la Escuela de Medicina Mount Sinai de Manhattan. Tuvieron tres hijas, entre ellas Jessica Mathews, que llegó a ser presidenta de la Fundación Carnegie para la Paz Internacional.
Durante los años de la Segunda Guerra Mundial, Tuchman trabajó en la Oficina de Información de Guerra (Office of War Information). Tras la guerra, Tuchman dedicó la siguiente década a criar a sus hijos mientras realizaba la investigación básica para lo que finalmente se convertiría en el libro de 1956 Bible and Sword: England and Palestine from the Bronze Age to Balfour.

## Historiadora
Con la publicación de Biblia y Espada (Bible and Sword) en 1956, Tuchman se dedicó a la investigación histórica y a la escritura, produciendo un nuevo libro aproximadamente cada cuatro años. En lugar de sentirse obstaculizada por la falta de un título avanzado en historia, Tuchman argumentó que liberarse de los rigores y las expectativas del mundo académico era en realidad liberador, ya que las normas de la escritura académica le habrían "sofocado cualquier capacidad de escritura".
Tuchman estaba a favor de un enfoque literario de la escritura de la historia, proporcionando narraciones explicativas elocuentes en lugar de concentrarse en el descubrimiento y la publicación de nuevas fuentes de archivo. En palabras de un biógrafo, Tuchman "no era una historiadora de historiadores; era una historiadora de legos que hacía que el pasado fuera interesante para millones de lectores" La destreza narrativa de Tuchman se vio recompensada en 1963, cuando recibió el Premio Pulitzer por su libro The Guns of August (Las armas de agosto), que trataba de las maquinaciones políticas entre bastidores que condujeron al estallido de la Primera Guerra Mundial en el verano de 1914.
En 1971, Tuchman recibió el Premio Literario St. Louis de los Asociados de la Biblioteca de la Universidad de Saint Louis.
Tuchman recibió un segundo Pulitzer en 1972 por su biografía de Joseph Stilwell, Stilwell and the American Experience in China.
En 1978, Tuchman fue elegida miembro de la Academia Americana de las Artes y las Ciencias y, en 1979, se convirtió en su primera mujer presidenta. Ganó el Premio Nacional del Libro de Historia por la primera edición en rústica de A Distant Mirror en 1980. También en 1980, Tuchman pronunció la Conferencia Jefferson del Fondo Nacional para las Humanidades (NEH), el más alto honor del gobierno federal estadounidense por sus logros en las humanidades. La conferencia de Tuchman se tituló "Los mejores momentos de la humanidad".
Tuchman fue miembro del consejo de administración del Radcliffe College y conferenciante en Harvard, la Universidad de California y el Naval War College. Aunque nunca obtuvo un título oficial de posgrado en historia, Tuchman recibió varios títulos honoríficos de las principales universidades estadounidenses, como la Universidad de Yale, la Universidad de Harvard, la Universidad de Nueva York, la Universidad de Columbia, la Universidad de Boston y el Smith College, entre otras.

## Otras obras
- Notes from China. New York: Collier, 1972. OCLC 570634
- The March of Folly: From Troy to Vietnam. New York: Knopf/Random House, 1984. ISBN 0394527771
- The First Salute: A View of the American Revolution. New York: Knopf/Random House, 1988. ISBN 0394553330
- The wind from America, 1778-1781, 1978
- August 1914 (History & Politics), 1993

### Otros
- America's Security in the 1980s. Londres: International Institute for Strategic Studies, (Instituto Internacional de Estudios Estratégicos) 1982.
- The Book: A Lecture Sponsored by the Center for the Book in the Library of Congress and the Authors’ League of America, Presented at the Library of Congress, 17 de octubre de 1979. Washington D. C.: Library of Congress, 1980.

## Ley de Tuchman
En la introducción de su libro de 1978, Un Espejo Distante, Tuchman identificó con humor un fenómeno histórico al que denominó "Ley de Tuchman":

Los desastres rara vez son tan generalizados como parecen a juzgar por los registros. El hecho de estar registrados los hace parecer continuos y ubicuos, mientras que es más probable que hayan sido esporádicos tanto en el tiempo como en el espacio. Además, la persistencia de lo normal suele ser mayor que el efecto de la perturbación, como sabemos por nuestra propia época. Tras absorber las noticias de hoy, uno espera encontrarse con un mundo compuesto únicamente de huelgas, crímenes, apagones, tuberías rotas, trenes parados, cierres de escuelas, asaltantes, drogadictos, neonazis y violadores. Lo cierto es que uno puede llegar a casa por la noche —en un día de suerte— sin haberse topado con más de uno o dos de estos fenómenos. Esto me ha llevado a formular la Ley de Tuchman, de la siguiente manera: «El hecho de ser reportado multiplica de cinco a diez veces la magnitud aparente de cualquier suceso deplorable» (o cualquier cifra que el lector desee proporcionar).

La Ley de Tuchman se ha definido como un principio psicológico de «disposición perceptiva» o «probabilidad subjetiva», y constituye una guía útil para comprender nuestra incomprensión subjetiva de los peligros del mundo, alimentados por la televisión y otros medios de comunicación, donde los actos de violencia aleatorios, pero poco frecuentes, parecen ser más frecuentes que las tasas mucho más altas de violencia y daños derivadas, por ejemplo, de los delitos de cuello blanco y las decisiones de las empresas.

## Fallecimiento y legado
Barbara Tuchman murió en 1989 en Greenwich, Connecticut, de un derrame cerebral a la edad de 77 años.
A una torre de Currier House, una residencia de estudiantes del Radcliffe College, ahora Harvard College, se le dio su nombre en su honor.
La Sección de Relaciones Internacionales Históricas de la Asociación de Estudios Internacionales ha nombrado un premio en honor a Tuchman, el "Premio Barbara W. Tuchman al mejor trabajo sobre relaciones internacionales históricas escrito por un estudiante de posgrado".